# Sinagoga Sixth & I di Washington

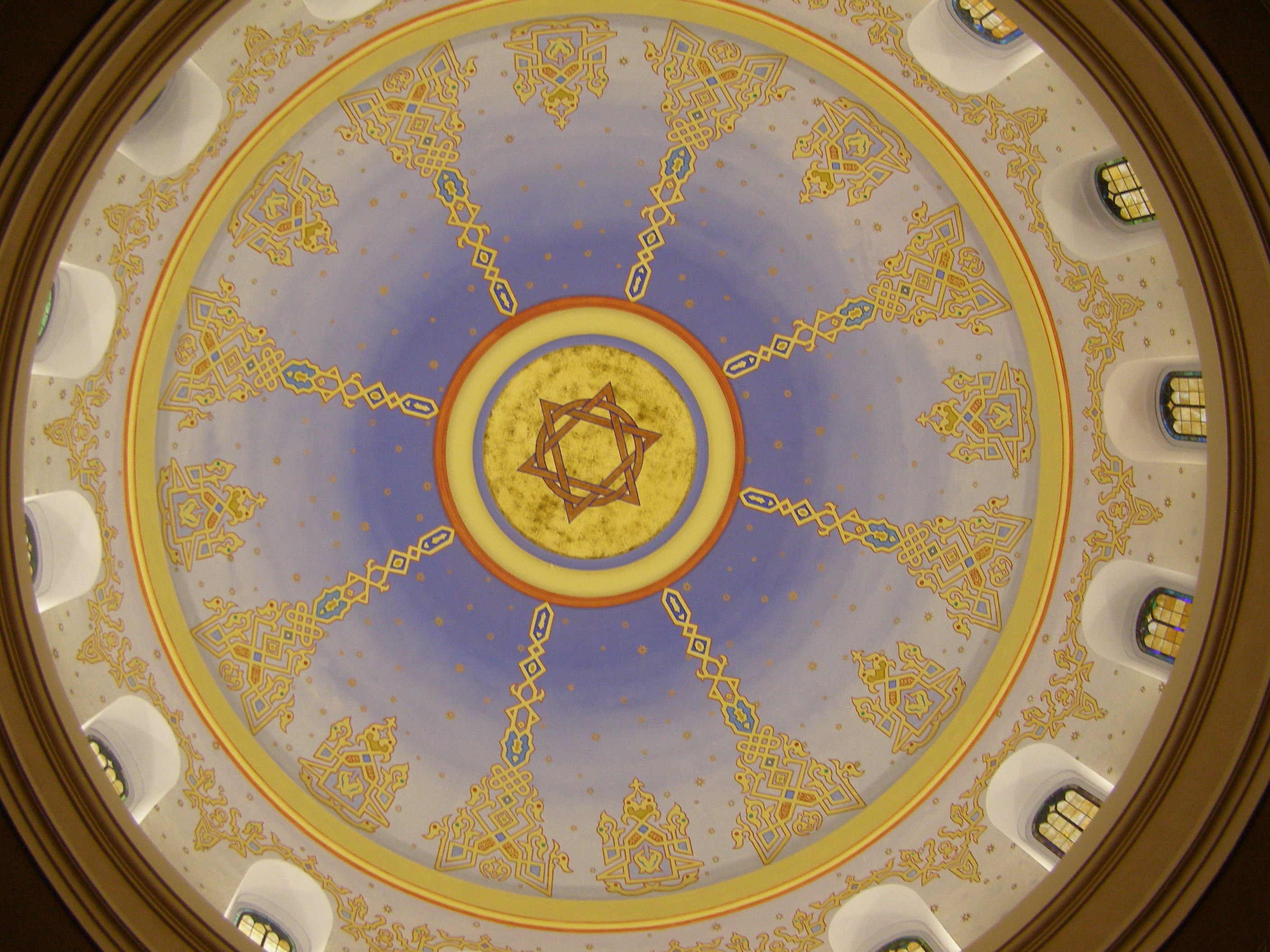
L'interno della cupola

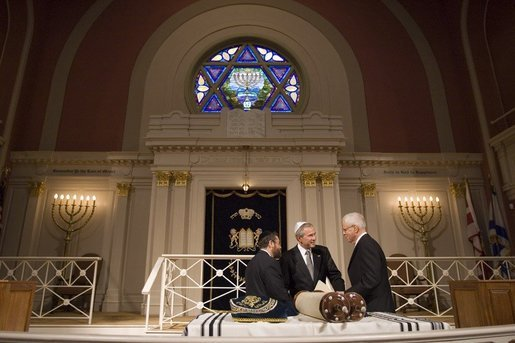
La visita del presidente statunitense George W. Bush alla sinagoga nel 2005

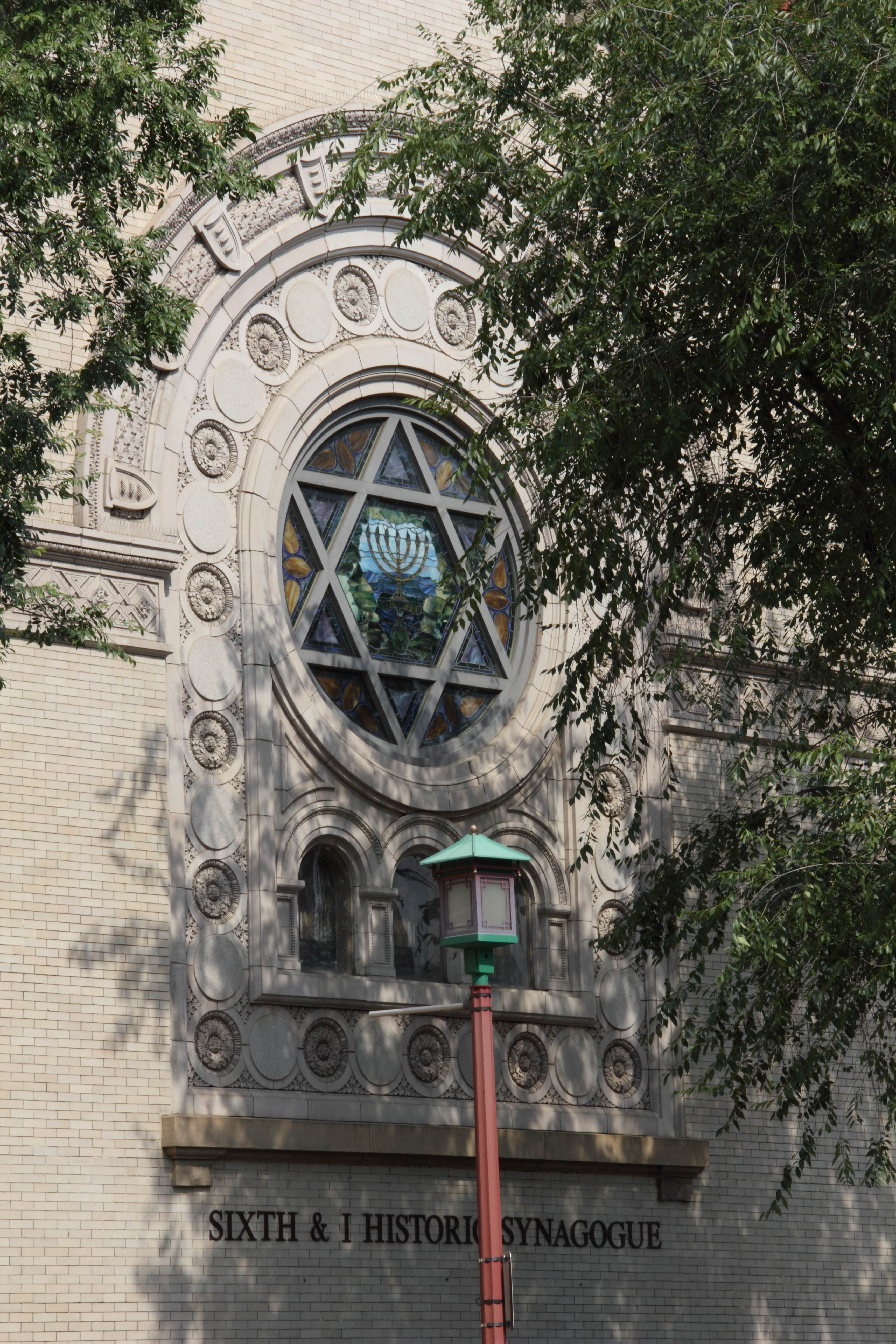
La facciata posteriore

La sinagoga Sixth & I di Washington, costruita nel 1906-1908 in stile neoromanico, è una sinagoga monumentale situata nel centro storico di Washington, DC. Dismessa dal 1951 al 2002 e usata come chiesa da una congregazione metodista episcopaliana afro-americana (Turner Memorial A.M.E. Church), dal 2004 è stata riaperta al culto come sinagoga non-denominazionale.

## Storia e descrizione
La prima congregazione ebraica a Washington, DC si costituì nel 1852. La presente sinagoga fu costruita all'angola tra la Sixth Street e la I Street ai primi del Novecento su iniziativa di una congregazione ortodossa (Adas Israel). Il terreno fu acquistato nel 1905 e il 22 novembre 1906 si pose la prima pietra, alla presenza di autorità civile e religiose della città. Il progetto fu realizzato dall'architetto Louis Levi, autore di altre opere pubbliche a Baltimora, Filadelfia e Washington. La solenne cerimonia di inaugurazione si tenne il 5 gennaio 1908.
La sinagoga è stata costruita in stile neoromanico nei portali e nei rosoni della facciata, con elementi neomoreschi nei rossi tetti a cupola. L'interno si presenta come una grande sala con pareti in terracotta sotto l'enorme cupola che scende con quattro arcata che si assottigliano a colonne. Su tre lati si aprono i matronei su balconi sorretti da colonne. La bimah, situato nella parte anteriore del santuario davanti all'arca santa, si trova entro una grande arcata, con una bella finestra rotonda con vetrata raffigurante la Stella di David. Altre vetrate adornano i lati del santuario, sia al piano superiore che inferiore. Due candelabri di ottone sono collocate su entrambi i lati della bimah.
Nel 1945 gli spostamenti demografici della comunità imposero l'acquisto di un terreno per l'edificazione di una nuova sinagoga in un'altra area della città. Nel 1951 l'edificio fu venduto ad una congregazione metodista episcopaliana afro-americana (Turner Memorial A.M.E. Church), che fino al 2002 lo riadattò come propria chiesa.
Quando nel 2002 anche la chiesa metodista decise di trasferirsi, l'edificio fu acquistato dalla Jewish Historical Society per essere riconvertito al suo aspetto e alla sua funzione originaria di sinagoga. I lavori di restauro furono completati in breve tempo e la sinagoga fu ridedicata la culto il 22 aprile 2004.
Il 14 settembre 2005 il presidente statunitense George W. Bush visitò la sinagoga prima di parlare alla cena ufficiale in celebrazione dei 350 anni di presenza ebraica negli Stati Uniti d'America.
Oggi, la sinagoga è attiva al servizio della comunità ebraica di ogni denominazione ed è aperta ai visitatori. È sede di eventi culturali, conferenze, concerti, proiezioni di film, e mostre d'arte